# Marcelo Simón
Marcelo Alberto Simón (Córdoba, 14 de noviembre de 1940 - Buenos Aires, 10 de septiembre de 2023) fue un periodista, libretista y locutor argentino. Especialista en folklore, fue maestro de ceremonia y libretista del Festival Nacional de Folklore de Cosquín y ganó varios premios, entre los que se destacan diez Martín Fierro. 

## Biografía
Criado en Córdoba, allí se acercó a los movimientos bohemios y artísticos de la época. Llegó a Buenos Aires el día del derrocamiento de Arturo Umberto Illia. Dedicó el resto de su vida a ser autodidacta, llegando a armar una rica biblioteca que hoy conserva uno de sus hijos en su casa de Colegiales. En ella se pueden encontrar diccionarios de lenguas autóctonas, libros de poesía y literatura argentina, antropología, historia y política, entre otros. Desde 1996 fue profesor Titular de la Cátedra de Radio en la Universidad de Lomas de Zamora hasta su renuncia. Durante la última dictadura militar se le prohibió trabajar, pero logró eludir la censura gracias a la ayuda de Luis Landriscina, que firmaba por él.[cita requerida]

Seguramente mi experiencia con el ballet del Chúcaro y Norma Viola, fue de lo mejor que me pasó en Cosquín. Fui libretista y autor de muchas de las puestas que hicimos, algunas inolvidables como La Salamanca o El cruce de Los Andes. En esta última Jorge Cafrune actuó por última vez en Cosquín. Fue en 1978, yo hice un libreto que fue controlado por el Instituto Sanmartiniano y pude trabajar pese a la proscripción, pero no podía firmar lo que escribía.

Fue director de la Radio Municipal (PK) de Buenos Aires, de la Radio Universidad de Córdoba, Radio Ciudad, Radio Provincia, de las emisoras Excelsior, El Mundo, Nacional y Libertad, de la Revista Folklore y en 2004 asumió la dirección de la Radio Folklórica (FM 98.7) dentro de la Radio Nacional Argentina. Fue conductor en las radios Excelsior, América, Libertad, Córdoba, Radio Provincia de Buenos Aires, y en los canales 2, 7, 9 y 11 de televisión.[cita requerida] Uno de sus programas radiales más recordados fue "Voces de la Patria Grande", que tuvo su versión televisada. Publicó dos libros, Adiós Neruda y Detrás de la muerte (Lañón 1973), y artículos como La agonía del Puchero. El libro sobre Pablo Neruda fue escrito en una semana, a diez días de la muerte del poeta chileno. Detrás de la muerte está dedicado al expresidente chileno Salvador Allende. Vivió el desarrollo de la Revista Folklore casi desde el inicio, salvo el período de su alejamiento desde 1965 a 1969 y sobre el final de la vida de la publicación. Fue corresponsal, Jefe de redacción y director de la revista. Allí, entre otros artículos, escribió largas crónicas del segundo y tercer Festival de Cosquín.
Creó programas como "La siesta de provincia", "Marca de autor" y “Folklore BA”, estos últimos en Radio Provincia de Buenos Aires. Además, fue autor y compositor de obras como “A Leonor” (con Juan José Muñoz y Humberto Cettolo), “Miguelito” (con Juan José Muñoz y Humberto Cettolo), “Niño del villancico” (con Ariel Petrocelli), “Para los novios” (con Leonor Marzano y Miguel Gelfo) y “Tu voz mama” (con Oscar Britos y Juan José Muñoz). En 2002 fue interventor del Sistema Nacional de Medios Públicos, multimedio conformado por Canal 7, Radio Nacional y Télam. Hasta entonces mantuvo una cercana amistad con el dibujante Caloi, como atestigua una tira de Clemente en la que el historietista lo menciona junto a Antonio ("Antoño") Carrizo, Jaime Torres, Dino Salluzi, Leopoldo Federico y Raúl Garello.
Sufrió un ACV mientras grababa Hoy Folklore, programa producido por Miguel Espósito, que lo acompañó durante más de 20 años.[cita requerida]
Naldo Labrín, creador del grupo Sanampay y primera guitarra de Alfredo Zitarrosa, escribió:

Fue respetado como pocos y ese respeto sin duda se fundó en ese fraseo que lo caracterizaba frente al micrófono, propio de los que cuentan cosas de las que fueron testigos con la tranquilidad que da el haber estado ahí.

Antonio Tarragó Ros despidió a Simón con estas palabras: 

Es tristísimo. Uno va muriendo cuando ve morir a la gente que ama. Marcelo era un gran comunicador, la palabra “amable” era para él. Lo único que nos faltaba en medio de esta crisis cultural espantosa que estamos viviendo los argentinos, es que se vaya Marcelo Simón.

## Declaraciones
En una entrevista al diario La Nación en 2016, sobre el camino que había adoptado la Radio Folklórica, afirmó:

Usamos el folklore como herramienta para captar la información. Por ejemplo, poniendo algunas noticias en boca de payadores y alternar siempre en materia musical lo clásico con las novedades (...) No hay tema que le haya sido ajeno al folklore, desde la homosexualidad hasta el suicidio. El folklore es pura vida.

En otra entrevista al año siguiente, declaró:

El folklore es todo, las costumbres y los hombres.

## Distinciones y premios
- Martín Fierro 1975
- Martín Fierro 1976
- Premio Puma Argentino a Voces de la Patria Grande - Promoción de la Cultura Nacional 1984
- Premio Broadcasting y Premio del Taller Escuela Agencia (PK) 1990[12]
- Martín Fierro 1994
- Martín Fierro 1996
- Premio Konex 1997 Comunicación - Periodismo
- Martín Fierro - Música Folklórica 1998
- Martín Fierro - Música Folklórica 1999
- Martín Fierro - Interior Radio - Música Folklórica 2009
- Martín Fierro - Interior Radio - Labor animación conducción masculina 2009
- Premio del Consejo Profesional de Cs. Económicas de la Prov. de Buenos Aires 14 de septiembre de 2001 - Comunicadores y Medios Bonaerenses
- Argentores - Galardón Susini 2006
- Camín de Oro Cosquín 50a edición 2010 [13][3]
- Quijote de Oro 2012
- Premio AFSCA - Construcción de Ciudadanía en los Medios Audiovisuales 2015[14]
- Argentores - Trayectoria 2015
- 2do Encuentro Nacional de Difusores de Folklore Cosquín 2017 - Trayectoria
- Reina del Plata 2018
- DISTINGUIDOS: Programa de DiputadosTV: https://www.youtube.com/watch?v=W96nttCgbwg&t=1081s
- Distinción Fe “San Damián de Molokai” 2019 Colegio Emaús - Comunicación[15]
- Cóndor de Oro 2019